# Ranchos Penitas West, Texas
Ranchos Penitas West là một nơi ấn định cho điều tra dân số (CDP) thuộc quận Webb, tiểu bang Texas, Hoa Kỳ. Năm 2010, dân số của nơi này là 573 người.

## Dân số
- Dân số năm 2000: 520 người.
- Dân số năm 2010: 573 người.